# Balling–Volling Landkommune
Balling–Volling Landkommune var en sognekommune i det oprindelige Viborg Amt. Kommunen blev oprettet i 1842 og nedlagt i 1970. 
I 1970–2006 var de to sogne en del af Spøttrup Kommune i det nydannede Viborg Amt. Siden 2007 tilhører sognene den nydannede Skive Kommune i Region Midtjylland.
Balling Sogn ligger i Rødding Herred, og Volling Sogn ligger i Hindborg Herred.

## Det tidligere Balling–Volling Pastorat
I landkommunens første mange år dannede de to sogne Balling–Volling Pastorat, men senere kom de til andre pastorater. 
I dag tilhører sognene Balling-Volling-Krejbjerg-Oddense-Otting Pastorat.